# 大臺北古地圖

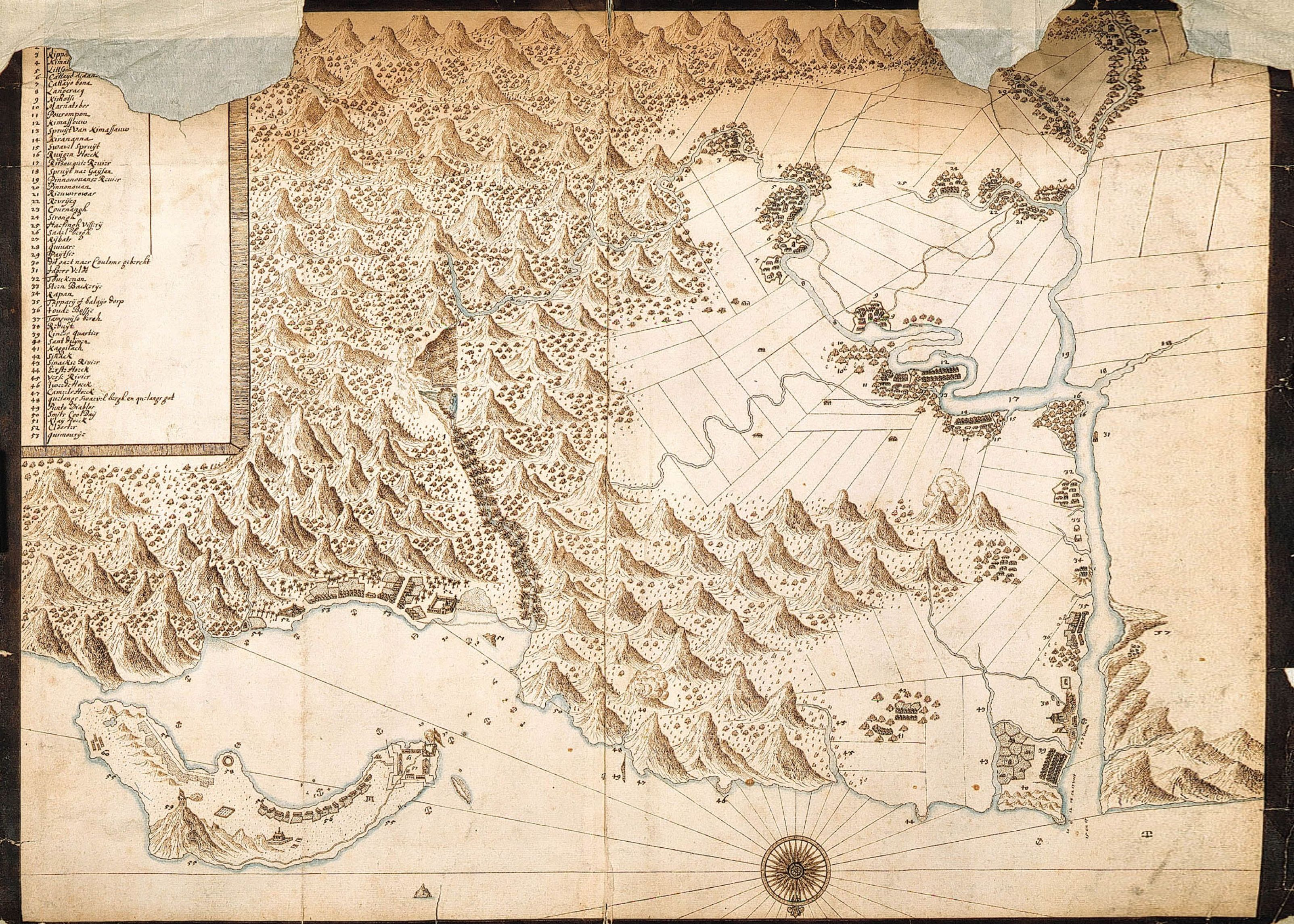
《大台北古地圖》

大臺北古地圖，原名《淡水與其附近村社暨雞籠島略圖》（荷蘭語：《Kaartje van Tamsuy en omleggende dorpen, zoo mede het eilandje Kelang》）為1654年由荷蘭人所繪製的大臺北地區的地圖。

## 背景
荷蘭於1624年開始統治台灣南部，西班牙則約為同時佔據台灣雞籠（今基隆）。隨後在多次戰役後，荷蘭戰勝西班牙，取得基隆，不過其統治地方，只有基隆與淡水兩港口的周圍，其餘地方均為平埔族所居。
1644年荷蘭派駐台灣的第6任長官杜拉第鈕斯前後派兵幾百名，進攻大肚王國，事敗。
1645年，為了描繪統轄的區域，該總督再派船隻與繪圖匠前往台灣北部描繪該區域地形。

## 簡介
原名《淡水與其附近村社暨雞籠島略圖》的地圖，描繪重點雖著重於當時已經開發的基隆與淡水，但是對於八里，台北市卻仍有相當精準的描繪。一般來說，是迄今考證中，最早描繪台北市區的地圖。
就圖細分研析，大台北古地圖圖左下方的大島為和平島，圖右下為淡水河入口與淡水區，淡水河中段呈90度向左轉處為基隆河與交接處的關渡，沿基隆河之平埔族村落有由下方至上方順序為唭哩岸、社子，劍潭、大直、內湖、汐止與松山。而轉彎處不轉，向圖上延伸的河流則為淡水河末段，在末段尾處則有萬華、板橋、中和、碧潭等平埔族部落。

## 學者引用
1929年，兼任總督府史料編纂會編纂部長村上直次郎為了翻譯《巴達維亞城日誌》，特地前往海牙荷蘭海牙國家檔案館翻拍回來。之後，台北市文獻會的《北臺古輿圖集》與基隆市政府的《基隆市志》等，都曾夾帶此圖。不過並沒有專書論及此圖。直至1950年代，才開始有人利用此圖來作為「清康熙臺北湖」形成之前的臺北盆地面貌與淡水紅毛城舊貌。
1990年之後，因為日本學者中村孝志將此圖的左上角文字譯成日文，並來臺發表《十七世紀中葉的淡水、基隆、臺北》的演說所影響，這張圖開始於近幾年內，受到學界重視。

## 影響
該地圖經過多位學者考證後，發現地圖所呈現的考古事實與現行以清代文獻的台灣歷史有所出入。例如，早在漢人之前，荷蘭人就曾經在劍潭墾荒，松山地區於泉州人來之前，在鄭氏王國前後就有福州人前來開墾，而陳賴章墾號的墾荒範圍與其影響，更比預計的小很多。而此一地圖考證，除了證明漢人移民在西荷時期就開始建立淡水、基隆墾區，也證明台北地區部分平埔族有初步的開墾和灌溉。且眾多平埔族番社因漢人而被迫遷移的說法可能有誤，從古地圖顯示番社址位置與後世無太多變動。除此，此古圖的詳細考證下的推論下，也證明了台北於三百多年前，就已因西班牙，荷蘭，漢人的多元統治，而具有都市的粗胚樣貌。